# Картофельный паприкаш

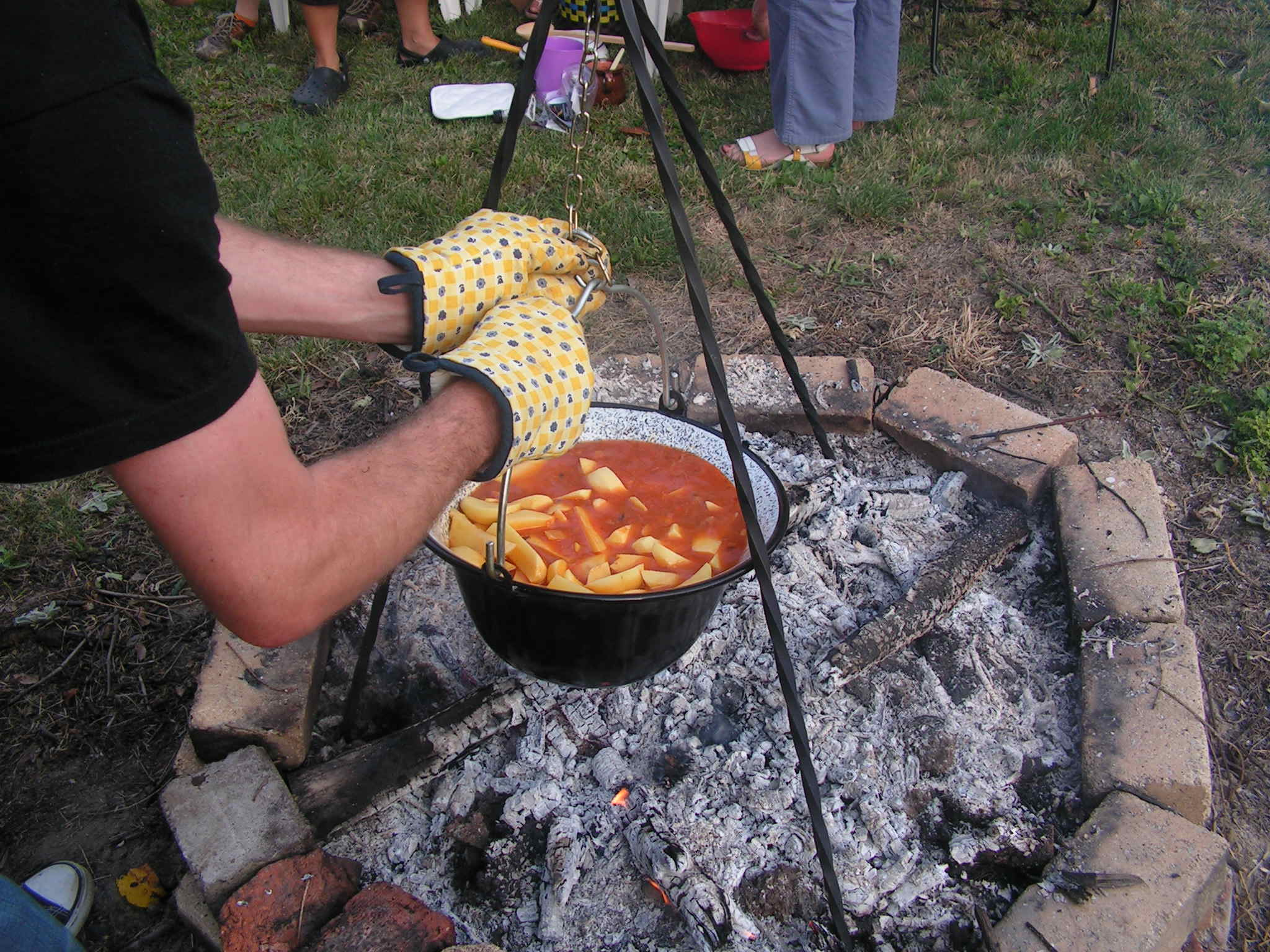
Приготовление картофельного паприкаша в котелке-бограче на открытом огне

Картофельный паприкаш (паприка́ш кру́мпли, венг. paprikás krumpli) — венгерский гарнир, картофель, тушенный с паприкой. Может иметь густую консистенцию с небольшим количеством подливы или более жидкую, приближенную к супу. С нарезанными кружочками или кубиками колбасой или сосисками превращается в самостоятельное второе блюдо.
Для картофельного паприкаша очищенный от кожуры картофель нарезают крупными брусочками или длинными ломтиками, соединяют с подрумяненным в жире репчатым луком, сдобренным паприкой, приправляют толчёным чесноком и тмином и тушат с добавлением воды, затем добавляют мелко нарезанные зелёный сладкий перец и очищенные от кожицы томаты, вместо которых можно использовать консервированное лечо. Картофельный паприкаш сервируют с солёными огурцами, свекольным салатом, квашеными перцами и едят с белым хлебом.